# Benjamin Wegner Nørregaard
Benjamin Wegner Nørregaard (3 de outubro de 1861 - 24 de abril de 1935) foi um oficial militar norueguês, engenheiro ferroviário, aventureiro, jornalista, diplomata e correspondente de guerra de renome internacional. Ele passou vários anos na China e atuou como Ministro do Trabalho no Governo Provisório de Tianjin durante a Rebelião dos Pugilistas. Mais tarde, trabalhou como correspondente de guerra para o Daily Mail e para jornais escandinavos, e cobriu vários conflitos no leste da Ásia e na Europa. Ele é especialmente conhecido por seus livros O Grande Cerco, no cerco de Port Arthur durante a Guerra Russo-Japonesa, e Guerra, na Rebelião dos Pugilistas.

## Carreira
Nørregaard se formou em oficial em 1881 e tornou-se capitão da artilharia de campo no exército norueguês em 1894. Descrito como aventureiro, ele deixou o país em 1895 sem a permissão de seus superiores militares, encerrando efetivamente sua carreira militar e nos anos seguintes, ele viveu no leste da Ásia durante um período marcado por convulsões e guerras. Ele trabalhou como engenheiro ferroviário das Ferrovias Imperiais da China entre 1896 e 1900. Durante a Rebelião dos Pugilistas em 1900, ele foi contratado pelos Aliados como chefe do Ministério do Trabalho no Governo Provisório de Tianjin, que governava a grande cidade de Tianjin e arredores. ocupou um cargo de 1900 a 1902. Ele também foi o arquiteto do novo e monumental prédio do governo em Tianjin.
Ele ganhou destaque jornalístico como correspondente de guerra do Daily Mail durante a Guerra Russo-Japonesa (1904–05) e durante a Primeira Guerra dos Balcãs (1912–13). Ele testemunhou o cerco de Port Arthur e publicou o livro O Grande Cerco: O Investimento e a Queda de Port Arthur (Methuen Publishing, 1906) e o livro Guerra (1908) sobre a Rebelião dos Pugilistas, que foram "escritos com grande talento jornalístico". De 1906 a 1908, ele viveu em São Petersburgo como correspondente estrangeiro do jornal norueguês Morgenbladet e do jornal dinamarquês Vort Land, e fez um retrato vívido da turbulência revolucionária na Rússia. Em 1909, ele se mudou para Berlim como correspondente de Morgenbladet. No mesmo ano, ele foi nomeado "enviado secreto da imprensa" para Berlim e Paris para o Ministério das Relações Exteriores da Noruega, cargo que ocupou até 1911. A partir de 1911, ele foi contratado permanentemente pela Morgenbladet. Ele também escreveu para o jornal sueco Dagens Nyheter. Durante a Primeira Guerra Mundial, ele esteve entre os principais comentaristas da guerra em andamento nos países neutros. Além de escrever sobre guerra e política externa, ele era escritor de alimentos e escreveu contos engraçados.
Ele era filho do coronel norueguês e assessor de campo do rei Charles Hans Jacob Nørregaard e Sophie Wegner. Sua mãe era filha do industrial Benjamin Wegner e Henriette Seyler, da dinastia bancária Hamburg Berenberg-Gossler-Seyler. Ele era irmão do notável advogado Harald Nørregaard e do comerciante e cônsul de vinho em Tarragona Ludvig Paul Rudolf Nørregaard. Ele se casou com Wilhelmine Sissenère em 1898. Ela era casada com o ministro do Gabinete da Noruega e o Diretor Geral das Ferrovias Estaduais da Noruega, Hans Nysom. Ele não teve filhos.
Ele é mencionado como comentarista de política militar e externa em Morgenbladet durante a Primeira Guerra Mundial, no romance Lillelord de Johan Borgen .

## Honras
- Medalha do Governo Provisório de Tianjin em Ouro (um dos únicos 12 emitidos para membros do Governo Provisório de Tianjin)

## Obras
- Benjamin Wegner Nørregaard, Port Arthurs, belém, Aschehoug, Kristiania, 1905, 256 páginas, ilustrado
- Benjamin Wegner Nørregaard, O Grande Cerco: O Investimento e a Queda de Port Arthur, Methuen Publishing, 1906, 308 páginas
- Benjamin Wegner Nørregaard, Krig: Skildringer e Oplevelser, Aschehoug, Kristiania, 1908, 168 páginas.